# 1763 a tudományban
Az 1763. év a tudományban és a technikában.

## Csillagászat
- Nicolas Louis de Lacaille publikálja a Coelum australe stelliferum című munkáját amiben csillagokról és ködökről ír.

## Díjak
- Copley-érem: nem került kiosztásra

## Születések
- május 16. - Louis Nicolas Vauquelin kémikus († 1829)
- december 25. - Claude Chappe mérnök († 1805)
- John Brinkley csillagász († 1835)
- Jens Esmark mineralógus († 1839)
- William Maclure geológus († 1840)

## Halálozások
- március 5. – William Smellie orvos (* 1697)
- július 11. – Peter Forsskål természettudós (* 1732)